# 宮山知衣
宮山 知衣（みややま ちえ、1984年1月18日 - ）は、日本の女性声優・女優。埼玉県出身。テアトル・エコー所属。

## 経歴
青年座研究所を経て、2006年よりテアトル・エコー所属。

## 人物
趣味・特技は鼻歌、雑踏をすり抜ける、脳内冒険。
好きな食べ物は甘い物、果物、野菜、魚、塩。苦手な食べ物は脂身、マヨネーズ（タルタルは好き）。好きな本は「きらきらひかる」。好きな音楽はマイケル・ナイマン。

## 出演作品

### テレビドラマ
- スペシャリスト

### テレビアニメ
- トレインヒーロー（2013年）

### 吹き替え

#### 映画
- クリスマス・キャロル
- ジャングル・ブック
- チーター・ガールズ
- 妖精ファイター（ベン〈ブレンダン・マイヤー〉）

#### ドラマ
- ER緊急救命室（トレイシー・マーチン）
- 狼の食卓（ピラール）
- CSI:科学捜査班（エリザベス）
- CSI:マイアミ（グレース）
- ストライクバック:極秘ミッション（ジュリア・リッチモンド）
- ホテル・バビロン
- 名探偵ポワロ

#### アニメ
- アバローのプリンセス エレナ（カルメン）
- アメリカン・ドラゴン
- ウィッチ -W.I.T.C.H.-
- ジェイクとネバーランドのかいぞくたち（ウィンガー姫）
- ちいさなプリンセス ソフィア（コーデリア）
- メリダとおそろしの森
- モアナと伝説の海（村人）

### ボイスオーバー
- 動物たちが見た怪奇現象
- BS世界のドキュメンタリー

### ラジオドラマ
- 下町ロケット（カウントダウンアナウンス）

### 舞台
- 櫻ふぶき・日本の心中（遊）
- 冬物語（ハーマイオニ）
- 時の物置（萩富貴子）
- 私の青空!（フロオ）
- 第1回日韓演劇フェスティバル「狙ったキッス」
- 韓国現代戯曲ドラマリーディングVOI.5、VOI.6
- ニ十一時、宝来館[3]

### ビデオ
- 島根県立古代出雲歴史博物館 神話シアター（玉目女）